# حسين محمد الصافي
حسین بن محمد بن عبد الله بن حامد الصافي، إعلامي يمني بارز. من المؤسسين الأوائل للإعلام المرئي والمسموع في اليمن، ويعد من المرجعيات الرئيسية التي ساهمت في جعل عدن منارة إشعاع ثقافي وفكري وإعلامي.

## حياته
ينتمي السيد حسين الصافي إلى الأسر العلوية الحسينية من (آل الجفري) في حضرموت، والده العالم الفقيه الحبيب عبد الله بن حامد الصافي. نشأ وترعرع في مدينة عدن التي تلقى فيها تعليمه. بدأ حياته المهنية تربويًا في السلك التعليمي الإعدادي، ثم انتقل للعمل في إذاعة عدن منذ بداية افتتاحها وحتى استقلال عدن في 1967 مـ، تحديداً في 5 مايو، حيث تم اعتقاله على يد الجبهة القومية، باعتبار أنه كان من أتباع النظام السابق "البريطاني"، إلا أنه تم الإفراج عنه بعد فترة وجيزة، لعدم وجود ما يدينه، خاصة أنه كان من أولى قيادات حزب رابطة الجنوب العربي الحر، بل أنه وفقًا لطبيعة المرحلة التي كانت فيها الإذاعة إحدى أهم بؤر الاستعمار وأدواته في عدن قدم دوراً تنويريًا بارز، ظهر من خلال حرص الإذاعة تحت إشرافه في تقديم المحتوى الإعلامي الهادف والمتنوع، المستمدّ من الهًوية الثقافية، التي ساهمت بشكل غير مباشر في استقلال عدن.
وفي مطلع مارس عام 1968 مـ أصدر الرئيس قحطان الشعبي قراراً-بعد مؤتمر الجبهة القومية الذي اقيم في زنجبار بإحالة الكادر الوظيفي من جميع أجهزة الدولة المدنية والعسكرية والأمنية، لتمكين الأعضاء المنتميين إلى الحزب، وكان السيد الصافي ممن تضمنه القرار، فأنتقل وعائلته إلى صنعاء عام 1972 مـ. حيث تم استيعابه فيها، فواصل عمله في المجال الإعلامي، إلى جانب تعيينه مراسلاً لـ (رويترز) في صنعاء فترة السبعينات، ومن ثم ممارسته للعمل الحر بداية الثمانينات مع أبنه الأكبر محمد. حظى السيد الصافي بتقدير شديد من معظم الجهات الرسمية والفكرية، فكان مجلسه ملتقى الرؤساء والمثقفين، أبرزهم الرئيس الراحل «إبراهيم الحمدي». توفي في رمضان 1405هـ الموافق مايو 1985مـ.

## تأسيسإذاعة عدن
عرفت مدينة عدن الإرسال الإذاعي لأول مرة في الحرب العالمية الثانية، تحديدًا في 15 سبتمبر 1940مـ، لتكون بذلك الأولى في شبه الجزيرة العربية والرابعة بين إذاعات الوطن العربي.
عمل السيد حسين الصافي في البداية موظف بأجر يومي في إذاعة عدن، ولحبه الشديد للعمل الإذاعي، الذي ظهر من خلال متابعته الدقيقة الدائمة لها، وسعيه الدؤوب في تطويرها، كان له الدور الأبرز في تأسيسها، وتم تعيينه أول مدير رسمي عليها في 1960مـ وحتى 1967مـ. وهي فترة (إذاعة الجنوب العربي). سبقه في هذا المنصب بشكل «غير رسمي» السيد توفيق إيراني من لبنان 1954-1958مـ، ثم أحمد محمد زوقري (1958-1960).

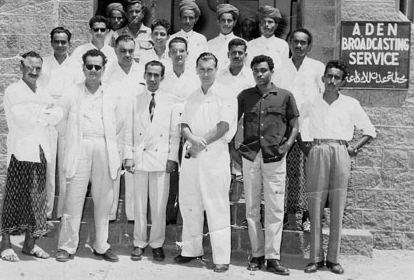
مؤسسو راديو عدن الأوائل، حسين الصافي في بداية اليسار من الصف الأول.

## إسهاماته في الإذاعة والتلفزيون
اهتم الصافي خلال عمله في إذاعة عدن بالعديد من الجوانب الإدارية، وبإعداد البرامج والانشطة في مختلف المجالات. في البداية قدم الأخبار القصيرة المتعلقة بالمباريات الرياضية، الذي كان أول المعلقين عليها، إلى جانب عمله في حقل التدريس. وبعد تعيينه مذيعًا رسميًا، أُسندت مهمة التعليق إلى شخص آخر، وعند تعيين جعفر مرشد مراسلاً رياضيًا للإذاعة، اقترح على الصافي تقديم برنامج مستقل وثابت بعنوان «ركن الرياضة»، فتمت الموافقة عليه، لتكون بذلك إذاعة عدن الثانية بعد إذاعة القاهرة في تقديم البرامج الثابتة من بين جميع الإذاعات العربية في تلك الفترة. اعتنى السيد الصافي بتسجيل وإذاعة الاغاني الشعبية والعربية، ومثالاً على ذلك ما قامت به الإذاعة تحت إدارته بالتنسيق مع الندوة اللحجية ببث أغاني فيصل علوي. وتقديم دعوة للفنان عبد اللطيف الكويتي إلى عدن لتسجيل أغانيه، بالإضافة إلى عدد كبير من الأصوات الكويتية. وفيما يخص المرأة عمل السيد الصافي على تشجيعها للإنخراط في العمل الإذاعي لابراز مواهبها وقدراتها الإبداعية، وقد كان أولهن المذيعة (اسمهان بيحاني) التي بدأت حياتها العملية في الإذاعة كـ (عاملة تلفون) تم تدرجت بتشجيع منه إلى أن أصبحت مذيعة مرموقة.
تحمل الصافي مهمة إخراج التمثيليات الكوميدية والاجتماعية، وحرص على أن يكون برنامج المرأة يوميًا لأهميته، بعد أن كان يبث اسبوعيًا عبر إحدى البريطانيات التي أعتذرت عن تقديمه، فلجأ إلى الكادر المحلي، وكانت أول الملبيين له السيدة (ماهية نجيب)، إلى جانب غيرها من السيدات مثل: (نبيهة محمد، وفوزية عمر، وصفية لقمان، ونجاة راجح، وعزيزة عبد الله). ولحرصه على تأهيل الكادر المحلي، أرسل عدداً منهم للتدريب والتأهيل إلى لندن تحديداً في هيئة الإذاعة البريطانية بي بي سي.

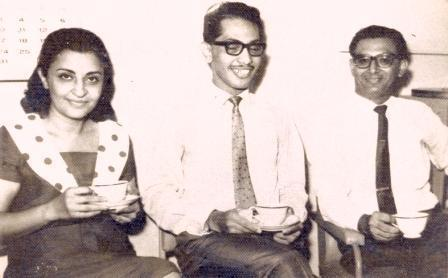
حسين الصافي مع الآنسة مهيا نجيب والسيد طه أمان

عُين السيد الصافي مديراً للإذاعة والتلفزيون في الفترة التي بدأ الاعداد لتأسيس التلفزيون في 11 سبتمبر 1964مـ، بعدما واجهت الحكومة البريطانية اعتراضات قوية من جانب الجنوبيين القائمين على إدارة الإذاعة بتعيين مسؤول بريطاني بذلك المنصب. عين بعد انتقاله إلى صنعاء 1972مـ مستشارًا في وزارة الإعلام. لإسهاماته التي قدمها في تأسيس التلفزيون بعد ثورة ثورة 26 سبتمبر اليمنية تحديداً في ذكرى الاحتفال بها عام 1975مـ. حيث كان من ضمن الخبراء الذين تم الاستعانة بهم.

## مناصب أخرى
- عضو في حزب رابطة الجنوب العربي الحر 1951مـ.[13]
- نائب السكرتير الفخري لنادي الحسيني الرياضي في عدن عام 1966م.[14]

- ممثل أندية كريتر في الدوري العام لكرة القدم الذي أقيم في عدن عام 1970م.[15]

## ألقابه
اشتهر السيد الصافي بتأسيس البرامج الجديدة وتقديمها، حتى لقب بـ«أبي البرامج»، إلى جــانب لقبه «حجر الأساس» لأنه كان إلى جانب الســـيد نجيب أمـــان أول من طالبا بإنشاء إذاعة عدن.

## جدول توضيحي
| سبقه أحمد محمد زوقري | مدير إذاعة عدن 1960 - 1967              | تبعه علوي السقاف |
| سبقه مؤسسة مستحدثة   | مدير عام للإذاعة والتلفزيون 1964 - 1967 | تبعه علوي السقاف |
| سبقه وزارة مستحدثة   | مستشار وزير الإعلام 1975 - 1985         | تبعه غير معروف   |

## انظر ايضًا
- محمد علي لقمان
- ماهية نجيب
- محسن علي بريك
- علي ناصر محمد